# Nadelöhr

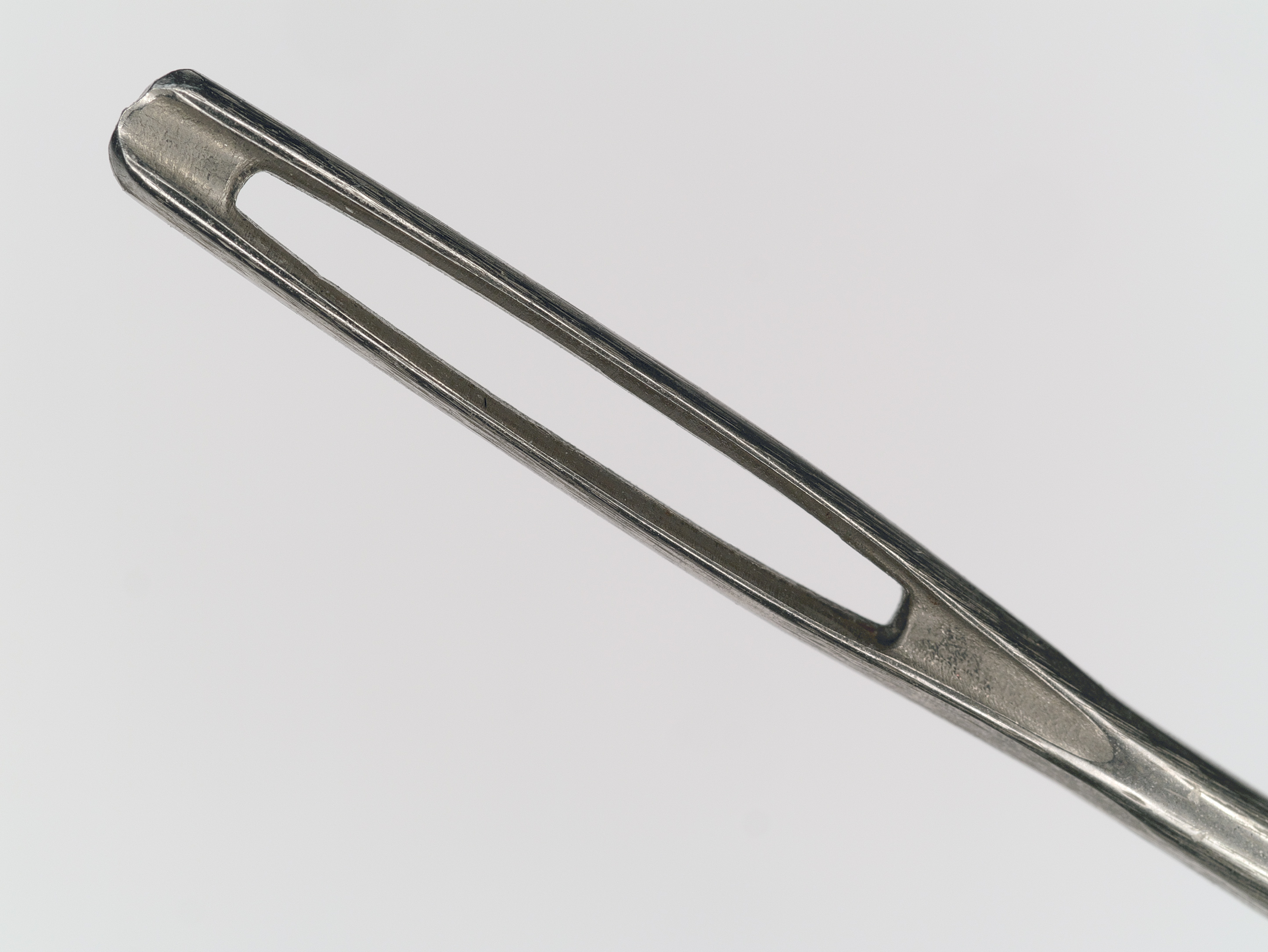
Nadelöhr

Das Nadelöhr, auch Öhr, ist eine meist länglich-ovale, manchmal auch kreisförmige Durchlassöffnung am Anfang einer Nähmaschinennadel oder am Ende einer Handnähnadel.

## Verwendung
Es wird dazu verwendet, beim Nähen einen Faden an der Nähnadel zu befestigen. Das Führen des Fadens durch das Nadelöhr wird auch als Einfädeln bezeichnet. Um dieses zu erleichtern, existieren sogenannte Einfädelhilfen, ein mit einem dünnen Draht versehenes, etwas weniger als daumengroßes Werkzeug. Durch die Stabilität des dünnen Drahtes in Form einer geschlossenen, rauten- oder eiförmigen Schlaufe lässt diese sich besser durch das Öhr führen. Der einzufädelnde Faden wird dann durch die Schlaufe gesteckt und die Einfädelhilfe mit dem Faden durch das Öhr zurückgezogen. Was im Nadelöhr verbleibt, ist der Faden.
Moderne Haushaltsnähmaschinen können den Faden selbständig im Nadelöhr einfädeln.
Der Wortbestandteil „Öhr“ im Sinn einer ohrartigen Öffnung ist von „Ohr“ abgeleitet.

## Übertragene Bedeutung

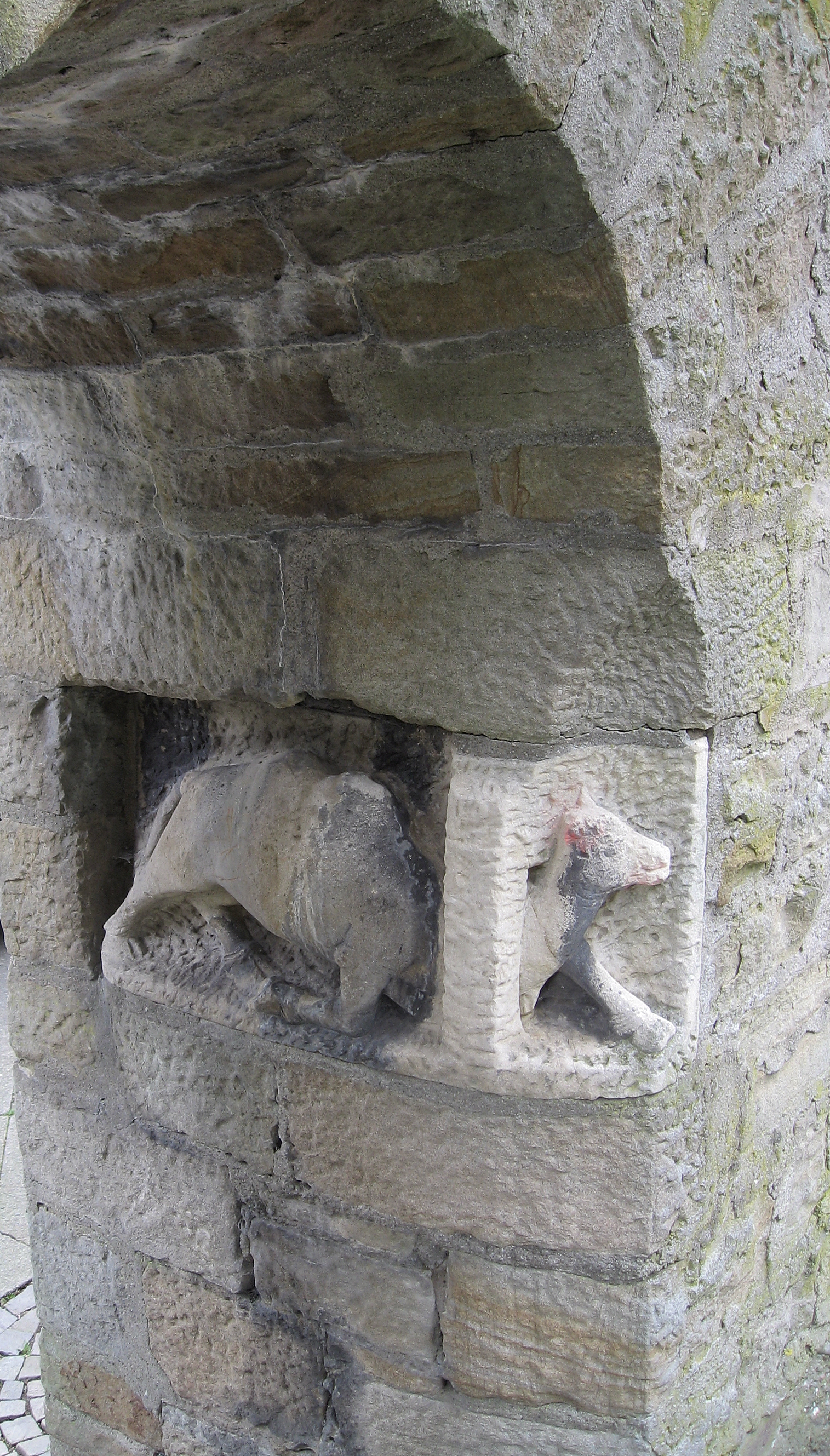
Relief vom Nadelöhr-Gleichnis an der Bonifatius-Kirche, Dortmund, an der Nordwestecke des Kirchplatzes

Im übertragenen Sinne spricht man von einem Nadelöhr, wenn ein Engpass gemeint ist, so zum Beispiel im Schienen- und  Straßenverkehr, wenn an einer engen Stelle besonders viele Fahrzeuge passieren müssen, so dass ein Stau kaum zu vermeiden ist. In einem großen Stadt- oder Burgtor ist das Nadelöhr eine als Schlupfpforte bezeichnete kleine, separate Tür für den Fußgängerverkehr. Eine entsprechende übertragene Bedeutung hat „Flaschenhals“.
Von Jesus stammt das Gleichnis vom Nadelöhr: „Denn es ist leichter, daß ein Kamel durch ein Nadelöhr gehe, als daß ein Reicher in das Reich Gottes komme.“ Matthäus-Evangelium 19:24 und Lukas-Evangelium 18:25, bzw. „durch das Nadelöhr“ Markus-Evangelium 10:25.